# Liste der Stolpersteine in Berlin-Falkenhagener Feld
Die Liste der Stolpersteine in Berlin-Falkenhagener Feld enthält die Stolpersteine im Berliner Ortsteil Falkenhagener Feld im Bezirk Spandau, die an das Schicksal der Menschen erinnern, die im Nationalsozialismus ermordet, deportiert, vertrieben oder in den Suizid getrieben wurden. Die Tabelle ist teilweise sortierbar; die Grundsortierung erfolgt alphabetisch nach dem Familiennamen.
| Bild | Name            | Standort         |      | Verlegedatum  | Leben |
| ---- | --------------- | ---------------- | ---- | ------------- | --- |
|      | Regina Postrong | Pionierstraße 69 | Lage | 26. Okt. 2010 | Geboren 1914 in Köln als Regina Schönberg. Sie war evangelisch und galt nach den Nürnberger Rassengesetzen von 1935 wieder als Jüdin. Von Beruf war sie Korsettarbeiterin, arbeitete jedoch zuletzt als Zwangsarbeiterin in einer Gärtnerei in der Pionierstraße 69, wo sie auch ein möbliertes Zimmer bewohnte. Regina Schönberg war verheiratet und hatte wahrscheinlich ein Kind. Ihr Ehemann Hans starb 1937. Am 27. März 1945 wurde sie mit dem letzten Transport von Berlin nach Theresienstadt deportiert. Es fand sich ein Nachweis, dass sie sich 1948 in einem DP-Lager in Bamberg aufgehalten hat und somit also die nationalsozialistische Verfolgung überleben konnte. Sehr wahrscheinlich ist sie danach über Bremen in die USA nach New York ausgewandert. Informationen über Regina Postrong sind wenig gesichert, da sie mit unterschiedlichen Namen und Geburtsdaten vermerkt wurde. Dies und die Tatsache, dass sie erst so kurz vor Kriegsende deportiert wurde, sprechen dafür, dass sie einige Zeit untertauchen konnte. |